# Легка атлетика на літніх Олімпійських іграх 2012 — біг на 10000 метрів (жінки)
Змагання на 10 000 м у жінок на Літніх Олімпійських іграх 2012 проходили на Олімпійському стадіоні у Лондоні 3 серпня. Змагання складалися з одного раунду. 

## Розклад
| Дата          | Час   | Раунд |
| ------------- | ----- | ----- |
| 3 серпня 2012 | 23:25 | Фінал |

## Рекорди
| Світовий рекорд     | Ван Цзюнься    | 29.31,78 хв |
| Олімпійський рекорд | Тірунеш Дібаба | 29.54,66 хв |
| Рекорд сезону       | Тірунеш Дібаба | 30.24,39 хв |

## Результати

### Фінал
| Ранг | Атлет                  | Час      | Примітки |
| ---- | ---------------------- | -------- | -------- |
| 1    | Тірунеш Дібаба         | 30.20,75 | Золото   |
| 2    | Саллі Кіп'єго          | 30.26,37 | Срібло   |
| 3    | Вів'єн Черуйот         | 30.30,44 | Бронза   |
| 4    | Веркнеш Кідане         | 30.39,38 |          |
| 5    | Белейнеш Олджіра       | 30.45,56 |          |
| 6    | Шитайє Ешете           | 30.47,25 |          |
| 7    | Джоан Пейві            | 30.53,20 |          |
| 8    | Джулія Блісдейл        | 30.55,63 |          |
| 9    | Хітомі Ніія            | 30.59,19 |          |
| 10   | Кайоко Фукуші          | 31.10,35 |          |
| 11   | Емі Гастінгс           | 31.10,69 |          |
| 12   | Джанет Черобом-Боуком  | 31.12,68 |          |
| 13   | Ліса Ул                | 31.12,80 |          |
| 14   | Сара Морейра           | 31.16,44 |          |
| 15   | Фіоннуала Бріттон      | 31.46,71 |          |
| 16   | Міка Йошікава          | 31.47,67 |          |
| 17   | Сабріна Моккенхопт     | 31.50,35 |          |
| 18   | Надія Едджафіні        | 31.57,03 |          |
| 19   | Єлизавета Гречишнікова | 32.11,32 |          |
| 20   | Ольга Скрипак          | 32.14,59 |          |
| 21   | Елоїз Веллінгс         | 32.25,43 |          |
| 22   | Джойс Чепкіруї         | -        |          |